# Dombeya rotunda
Dombeya rotunda är en malvaväxtart som beskrevs av Arenes. Dombeya rotunda ingår i släktet Dombeya och familjen malvaväxter. Inga underarter finns listade i Catalogue of Life.